# 奴隸市場 (遊戲)
《奴隸市場》是由ru'f於2000年12月22日發行在Windows平台的冒險類型成人遊戲。 2001年12月14日發售更新版《奴隸市場 Renaissance》。2002年發售成人動畫共3集。

## 概述
雖然有陵辱的路線，但這款遊戲真正的價值在於純愛場景。
更新版『奴隸市場 Renaissance』的新增元素內容如下
- 增加女主角3人同時買入的場景
- 男性角色全語音化
- 為現有場景添加了新事件和 CG
- 新增女主角 H 場景

## 故事
時年1618年。背負著威尼斯共和国（伦巴第同盟）的特殊任務的主角:卡修斯·吉爾·帕爾維斯啟程前往神聖艾馬爾帝國的首都君士坦丁堡。卡修斯在皇城受到了他最好的朋友法爾科（法爾內利烏斯·卡拉布里亞）的歡迎，首先被帶到了一個充滿人間所有快樂、希望和邪惡的地方，奴隸市場。
卡修斯與女奴們在一起生活，並接觸到了她們的過去，但是與帝國的談判即將破裂，被驅逐出境的時間迫在眉睫。在帝國，奴隸主被賦予決定奴隸生死的各種生殺大權，唯一被禁止的是將作為帝國財產的奴隸們帶出國門。即將被迫驅逐出境的主角卡修斯必須於時限內做出各種重大決定。

## 登場人物
※聲優以PC版/成人動畫版的順序表示。
卡修斯·吉爾·帕爾維斯 (キャシアス・ジレ・パルヴィス)
聲優 - 鴻池真守 / 鴻池守
共和國陸軍參謀。威尼斯貴族的次子。暱稱是卡斯。
法爾內利烏斯·卡拉布里亞 (ファルネリウス・カラブリア)
聲優 - タケル / 同左
卡修斯的好友。威尼斯貴族的私生子，在帝都為經商成功的大富豪。暱稱是法爾科。
比安卡 (ビアンカ)
聲優 - 木葉楓 / 同左
卡修斯從奴隸市場買來的奴隸之一。特兰西瓦尼亚人。銀色頭髮的嬌小美少女。原本是羅馬尼亞當地一位領主的公主，但由於戰爭帶來的精神衝擊，她的心智已經退化成幼兒，所以她的心理年齡很小，她很崇拜她的哥哥。目前不知為何被異形殺手卡爾加拉盯上。
比安卡有使花朵綻放、使死鴿復活的神秘力量，據吉拉爾迪所說，「我在一座有著羅馬尼亞怪物傳說的城堡中發現了她。」「紅色眼瞳雙胞胎的藏身之處，當我們進入城堡時，城堡裡面的人都被燒成了焦炭，而比安卡的旁邊，有一具被認為是貴族兒子的燒焦屍體」之類的事。
雪希利雅 (セシリア)
聲優 - 北都南 / 同左
卡修斯從奴隸市場買來的奴隸之一。伦巴第人。有著亞麻色頭髮的美麗女性。守護著女兒弗洛拉並且有尊嚴的活著。似乎來自一個貴族家庭但是話並不多。因為那個過去有人想殺了她。
原本是當地沒落貴族的女兒，以一小筆錢被賣給了另一位貴族，被逼與那位貴族的兒子發生性關係，被城堡裡的男人輪姦。然而，因為懷上了孩子，差點喪命，後來被賣給了海盜，其後又被一個老貴族從奴隸商人處購買，受到了很好的待遇，生下了弗洛拉並撫養了她。但是，老貴族死後，再度被當成奴隷賣回給奴隸商人。
純愛結局後，一個似乎是後裔的女性出現在現代博物館裡，說著，「她變得幸福了」。
米亞 (ミア)
聲優 - 藤代奈央 / 同左
卡修斯從奴隸市場買來的奴隸之一。艾馬爾人。一位讓自己成為奴隸的棕色肌膚女性。無論做什麼都不為所動的超然態度可以看出她有一段奇特的過去。因為做過聲帶切除手術所以無法說話。
賽琳娜 (シレーネ)
聲優 - 藤代奈央 / 同左
好友法爾科的奴隷
卡特琳娜 (カテリーナ)
聲優 - 北条明日香
好友法爾科的姊姊。
弗洛拉 (フローラ)
聲優 - 北条明日香
雪希利雅的女兒。性格誠實開朗。雪希利雅的第一位主人的貴族之子死後沒有留下任何繼承人，所以她被盯上成為他的繼承人。她的父親被認為是貴族的兒子（貴族方面是這樣認為的），但真相不明，因為懷孕是在她被輪姦後才被發現的。
露卡 (ルカ)
聲優 - 北条明日香 / 春野伊吹
二人佣兵團中的佣兵。雪希利雅純愛路線的協力者、如果是凌辱路線，則是引導。
加里波魯第 (ガリバルディ)
聲優 - 一條和矢
德拉庫亞 (ドラクア)
聲優 - 一條和矢 / 毬埜无蜘
二人佣兵團中的佣兵。雪希利雅純愛路線的協力者、如果是凌辱路線，則是引導。
派頓 (パイトーン)
聲優 - 白井ヒデユキ / 邪封淋
薩維利 (サヴェッリ)
聲優 - 白井ヒデユキ
拉倫 (ラーレン)
聲優 - TAKASHI
波傑特 (ボウジェッド)
聲優 - TAKASHI / 窪塚琢也
吉拉爾迪 (ジャラルディ)
聲優 - 石田嵩
帝國親衛隊隊長。 他是在羅馬尼亞幫助比安卡的人物，因為留不住她，他只好把她帶到奴隸市場。（純愛路線的情況下）感謝收了比安卡的主角。
巴哈里 (バハリ)
聲優 - 石田嵩
巴巴里戈 (バルバリゴ)
聲優 - 寿一
吉布 (ジッバウ)
聲優 - 寿一
大衛 (デイヴァッド)
聲優 - 葉月パル
賽依德 (サイイド)
聲優 - 葉月パル / 本田龍
格里馬尼 (グリマーニ)
聲優 - おぼれ谷リアス
魯拉巴 (ルールアバ)
聲優 - おぼれ谷リアス / 杉崎和哉
卡爾加拉 (カルガラ)
聲優 - ？ / 石田嵩

## 工作人員
- 原畫 - 由良
- 場景 - 菅沼恭司、まっすう
- 音樂 - I've、砂姫冬馬、あゆか51、石榴石

## 主題曲
片頭曲「To Lose In Amber」
作詞：SAYUMI / 作曲：高瀨一矢 / 主唱：島宮榮子
片尾曲「祈りの時代（とき）」
作詞：Kotoko / 作曲：高瀬一矢 / 主唱：MELL

## OVA
各巻列表
1. 『奴隸市場』 SLAVE I 〜Bianca〜（2002年5月31日發售）
2. 『奴隸市場』 SLAVE II 〜Cecilia〜（2002年8月30日發售）
3. 『奴隸市場』 SLAVE III 〜Myia〜（2002年11月29日發售）
4. 『奴隸市場』 完全版（2009年7月31日發售）

工作人員
- 原作：ru'f
- 角色設計・監督：滝沢潤
- 腳本：鶴岡直輝
- 作畫監督：柳瀬譲二
- 演出：小野勝巳
- 音樂：佐野広明、西澤武

## 情色小說
- 『奴隸市場』 （作者：菅沼恭司・插畫：由良・監修：Ruf、范式、2001年5月19日發售） ISBN 4-894-90113-7
- 『奴隸市場 Renaissance』 （作者：菅沼恭司・插畫：由良・監修：Ruf、范式、2002年5月3日發售） ISBN 4-894-90148-X

## 外部連結
- 奴隷市場 （页面存档备份，存于） - ウィルプラス的下載版介紹頁面（日語）
- 奴隷市場系列 - DISCOVERY （页面存档备份，存于）（日語）